# Elitenetzwerk Bayern
Der Begriff Elitenetzwerk Bayern (ENB) steht für ein bildungspolitisches Konzept des Freistaates Bayern zur Förderung von Leistungseliten im Hochschulbereich. Träger ist das Bayerische Staatsministerium für Wissenschaft und Kunst.

## Konzept
Im Herbst 2002 beschloss die Bayerische Staatsregierung grundsätzlich, das Elitenetzwerk Bayern einzurichten. Eine Arbeitsgruppe, bestehend aus Helmut Altner, Walter Kröll, Olaf Kübler und Ernst-Ludwig Winnacker, gab dem Freistaat Empfehlungen zur Etablierung eines Elitenetzwerks Bayern. 2003 nahm eine Kommission unter dem Vorsitz des damaligen DFG-Präsidenten und heutigen Generalsekretärs des ERC (European Research Council), Ernst-Ludwig Winnacker, ihre Arbeit auf. Hauptaufgabe war zunächst die Auswahl der besten Angebote der bayerischen Universitäten. Die Kommission begleitete auch die Entwicklung der Elitestudiengänge und Doktorandenkollegs sowie des Gesamtkonzepts für das Elitenetzwerk Bayern, das in den folgenden zwei Jahren umgesetzt wurde.
Das Elitenetzwerk besteht mittlerweile aus fünf aufeinander abgestimmten Programmen:
- Max Weber-Programm Bayern
- Marianne-Plehn-Programm
- Elitestudiengänge
- Internationale Doktorandenkollegs
- Internationale Nachwuchsforschungsgruppen

Kerngedanke des Elitenetzwerks ist die Vernetzung, und zwar sowohl zwischen den verschiedenen Wissenschaftsstandorten als auch über die Grenzen einzelner Disziplinen hinweg. Zur Vernetzung tragen auch Förderangebote bei, die für alle Mitglieder des Netzwerks offenstehen. Diese umfassen beispielsweise Begegnungstage für neue Mitglieder, Softskill-Seminare, thematisch orientierte Veranstaltungen und Absolventenfeiern.

## Max Weber-Programm
Im April 2005 löste das Eliteförderungsgesetz (BayEFG) das Bayerische Begabtenfördergesetz (BayBFG) ab. An die Stelle der früheren Begabtenförderung nach dem Stipendium für besonders Begabte trat das Max Weber-Programm Bayern, dessen Durchführung an die Studienstiftung des deutschen Volkes übertragen wurde. Neben einer finanziellen Förderung (1290 Euro Bildungspauschale pro Semester und Auslandsförderung) bilden fachliche und persönlichkeitsbildende Angebote den Kern des Programms (individuelle Mentorenbetreuung, Sommerakademien, Sprachkurse, Softskill-Seminare, Exkursionen, wissenschaftliche Kollegs).
Zurzeit können jährlich 400 Stipendiatinnen und Stipendiaten neu aufgenommen werden. 200 davon gelangen auf Vorschlag ihrer Schule nach einem hervorragenden bayerischen (Fach-)Abitur und dem Bestehen einer Prüfung beim Ministerialbeauftragten in die Förderung. Weitere 200 können jährlich als Studierende an bayerischen Hochschulen aufgenommen werden. Ihr Weg in die Förderung geht über Auswahlseminare, die die Studienstiftung des deutschen Volkes organisiert. Aufgrund des doppelten Abiturjahrgangs wurden im Jahr 2011 jeweils 200 Abiturienten aus dem G8 und G9 Jahrgang aufgenommen. Für Studierende aus dem doppelten Abiturjahrgang 2011 standen in den Jahren 2012–2014 200 zusätzliche Förderplätze zur Verfügung.

## Marianne-Plehn-Programm
Während das Max Weber-Programm Unterstützung während des Studiums bietet, richtet sich das Marianne-Plehn-Programm an Promovierende. Besonders talentierte Doktorandinnen und Doktoranden erhalten während ihres Promotionsstipendiums der Studienstiftung des deutschen Volkes zusätzlich eine innerhalb Bayerns frei wählbare, vom Elitenetzwerk Bayern finanzierte Viertelstelle an einer Hochschule. Damit erhalten die Geförderten Zugang zu den staatlichen Sozialversicherungssystemen. Die Förderung beinhaltet zudem ein ideelles Zusatzprogramm in Kooperation mit bayerischen Wissenschaftseinrichtungen. Das Marianne-Plehn-Programm löste 2020 das Forschungsstipendien-Programm ab. 
Die Bewerbung erfolgt gleichzeitig mit oder nach einer Bewerbung um die Promotionsförderung der Studienstiftung des deutschen Volkes.

## Elitestudiengänge und Doktorandenkollegs
Das Elitenetzwerk Bayern fördert Elitestudiengänge und Internationale Doktorandenkollegs aus allen Wissenschaftsbereichen an neun bayerischen Universitäten. Die Auswahl der zu fördernden Projekte erfolgt in einem mehrstufigen Verfahren jeweils nach einer Ausschreibung durch das Elitenetzwerk Bayern. Die Elitemodule sind mit Stellen und Mitteln ausgestattet, die zusätzlich bereitgestellt wurden. Sie bieten ein besonders gutes Lehrangebot, frühen Zugang zur Forschung und eine intensive Betreuung. Sie richten sich an besonders motivierte und leistungsfähige Studierende und Promovierende. Alle Module basieren auf interdisziplinären Kooperationen mehrerer Universitäten oder außeruniversitärer Forschungseinrichtungen und pflegen Kontakte ins Ausland. Die Promovierenden erhalten als zusätzliche Förderung eine Stelle an ihrer Universität.
Die Laufzeit der Elitestudiengänge beträgt zunächst fünf, die der Internationalen Doktorandenkollegs vier Jahre. Nach einer positiven Evaluation kann die Laufzeit um die gleiche Zeit verlängert werden.

## Internationale Nachwuchsforschungsgruppen
Mit der Etablierung der Internationalen Nachwuchsforschungsgruppen bietet das Elitenetzwerk Bayern Nachwuchskräften aus allen Ländern Karriereperspektiven an bayerischen Universitäten im Rahmen einer der beiden anderen strukturellen Förderlinien des Elitenetzwerks. Diese Förderlinien, die Elitestudiengänge und Doktorandenkollegs, können auf diese Weise ihr jeweiliges Angebot erweitern und/oder ergänzen, während der Nachwuchsforschungsgruppe eine Einbindung in ein für sie wissenschaftlich besonders attraktives Umfeld ermöglicht wird.